# Дадиани, Андрей Давидович
Светлейший князь Андрей Давидович Дадиани (Дадиан-Мингрельский; груз. ანდრია დავითის ძე დადიანი; 12 (24) октября 1850 года — 30 мая (12 июня) 1910 года, Киев) — генерал-лейтенант русской армии, известный шахматист.

## Биография
Сын владетельного князя Мегрелии, Давида I и Екатерины Чавчавадзе, младший брат последнего Владетельного князя Мегрелии Дадиани Николая Давидовича.
Уже в 1853-м, после смерти отца, вступил во владение Мингрелией, однако управление до достижения им совершеннолетия было вверено правительству. В 1867-м отрёкся от владельческих прав в пользу Российской державы и получил титул Светлейшего князя Мингрельского.
В десятилетнем возрасте оказался в Петербурге вместе с матерью Екатериной Чавчавадзе-Дадиани, правительницей Мегрелии, выселенной из Грузии в связи с упразднением княжеских прерогатив. В Петербурге окончил Пажеский корпус. Учился на юридическом факультете Гейдельбергского университета. По окончании обучения на год переезжает к матери, переселившейся в Париж. Далее — возвращение в Петербург, начало военной карьеры: принял участие в русско-турецкой войне 1877—1878 годов, при переходе через Балканы состоял в отряде генерал-адъютанта Гурко.
Когда князь Александр Баттенберг покинул Болгарию, Мингрельский был официальным кандидатом России на болгарский княжеский престол, однако этому активно противостояли европейские державы.
В 1890-е годы переехал в Киев.
Об игре Андрея Дадиани многие современники отзывались в самых лучших тонах: «Партии мингрельского князя Дадиани прекрасны, они останутся в истории шахмат как шедевры», «В игре Дадиани мы опять видим смелого и острого гения». Шахматист публиковался в таких изданиях, как «Шахматный листок» (Санкт-Петербург, издатель — М. И. Чигорин), «International Chess Magazine» (Нью-Йорк, В. Стейниц), «Strategie» (Париж, Ж.-Л. Прети). Один из номеров лондонского журнала «The Chess Monthly», основанного И. Цукертортом — июнь-июль 1892 года — целиком посвящён деятельности князя Дадиани.
Однако были и противоположные мнения. Ходили упорные слухи, что многие партии Дадиани составлены им лично или приобретены у известных шахматистов в обмен на материальную поддержку. Особенно резкой была критика со стороны М. И. Чигорина.
А. Дадиани умер в 1910 году в Киеве, в чине генерал-лейтенанта, в возрасте 60 лет. Похоронен в Мингрелии, в фамильной усыпальнице в Мартвильском монастыре (село Горди).

## Место в истории шахмат
В российской шахматной историографии отношение к фигуре
Дадиани сугубо негативное. Причина заключается в остром конфликте Дадиани с
М. И. Чигориным. Дадиани выпустил сборник собственных партий со слабыми противниками.
Чигорин в своих шахматных отделах неоднократно со скепсисом отзывался о классе
игры Дадиани, а также регулярно критически разбирал его партии. Во время
Всероссийского турнира в Киеве (1903 г.) между ними произошел инцидент, закончившийся
личной ссорой. Обычно это событие описывается как переданное через
посредника предложение Дадиани поиграть в шахматы в приватной обстановке (с
заранее определенным результатом), в крайне резкой форме отвергнутое Чигориным.
Киевский журналист М. С. Эвенсон (отец мастера А. М. Эвенсона) был свидетелем развязки этого происшествия. Эвенсон вспоминал, что в буфете шахматного клуба увидел сидевшего за столиком Чигорина и другого участника турнира (Эвенсон не называет фамилии), наклонившегося к нему. Выслушав собеседника, Чигорин вскочил и закричал: «Так вот и передайте вашему меценату, что к Чигорину с такими предложениями не посылают».
Продолжением истории стал новый скандал перед крупным международным турниром,
состоявшимся в том же году в Монте-Карло. Дадиани, позиционировавший себя в
качестве крупного шахматного мецената, внес определенную сумму в призовой фонд
и буквально накануне турнира потребовал исключения из состава участников
Чигорина, угрожая отозвать своё пожертвование и сложить с себя полномочия
председателя турнирного комитета. Оргкомитет удовлетворил требование Дадиани,
что вызвало бурю недовольства среди российских шахматистов (известна телеграмма
со словами поддержки, присланная Чигорину сильным шахматистом-любителем академиком
А. А. Марковым). К слову, местный шахматист Ш. Моро, в последний момент включенный в
турнир вместо Чигорина, проиграл все партии.
Упомянутый выше М. С. Эвенсон также в негативном тоне отзывался о благотворительной деятельности Дадиани. По его словам, Дадиани, «разыгрывавший из себя шахматного мецената, в действительности ограничивал свои щедроты подкармливанием опустившихся шахматистов… <…> …когда Плятер [председатель Киевского шахматного общества] попытался получить с него хотя бы небольшую сумму на устройство турнира, то наткнулся на категорический отказ».
Болезненная обидчивость Дадиани проявлялась и в других ситуациях. Ф. И. Дуз-Хотимирский вспоминал, что в 1902 г. князь поссорился с киевским шахматным кружком. Участники кружка, редактировавшие шахматный отдел в одной из киевских газет, опубликовали партию, которую Дуз-Хотимирский выиграл у Дадиани в одном из местных соревнований. Дадиани был в ярости: он официально вызвал всех членов кружка на дуэль (которая не состоялась), а самого Дуз-Хотимирского пытался заманить к себе домой, чтобы избить.